# Mataguži
Mataguži (Матагужи, en serbe cyrillique) est une localité de la municipalité de Podgorica, au Monténégro.

## Géographie
Mataguži appartient au fuseau horaire d'Europe Centrale (UTC + 1).

## Démographie
Au recensement de 2003, Mataguži comptait 1 299 habitants, contre 1 014 à celui de 1991. La croissance démographique est de 1,1 % par an, durant cette période. La ville compte 974 habitants de 18 ans et plus (75 % de la population). L'âge moyen est de 37,1 ans (35,6 pour les hommes et 38,8 pour les femmes). Le village compte 330 ménages. Le nombre moyen de personnes par ménage est de 3,93.

### Évolution historique de la population
|  |

| 1948 | 1953 | 1961 | 1971 | 1981  | 1991  | 2003  |
| ---- | ---- | ---- | ---- | ----- | ----- | ----- |
| 960  | 914  | 962  | 973  | 1 132 | 1 014 | 1 299 |

### Pyramide des âges (2003)
La population compte 50,4 % d'hommes et 49,6 % de femmes.

### Répartition de la population par nationalités dans la ville

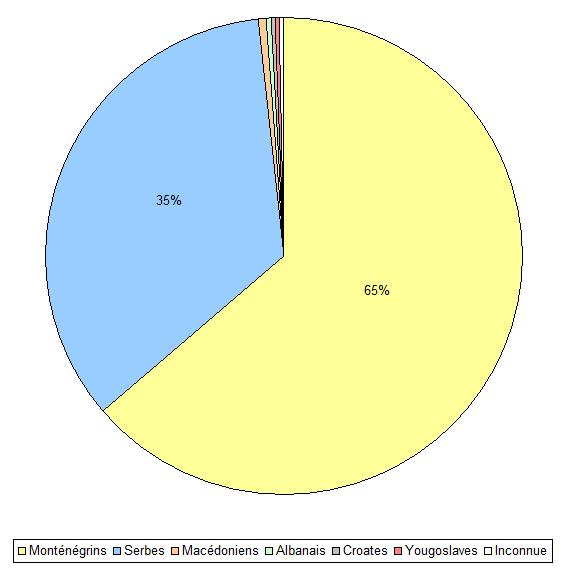
Composition ethnique, lors du recensement de 2003.